# Station Roscrea
Station Roscrea  is een spoorwegstation in Roscrea in het Ierse graafschap Tipperary. Het station ligt aan de lijn Dublin - Limerick via Ballybrophy. De dienstregeling op deze lijn is nog maar zeer beperkt. Roscrea heeft nog drie treinen in de richting Limerick en twee treinen richting Ballybrophy waar een aansluiting naar Dublin is. Hoewel de route via Nenagh korter is gaan vrijwel alle treinen van Limerick naar Dublin via de snellere route langs Limerick Junction.